# Nabemono
Il nabemono (鍋物? o anche なべ物), detto anche più semplicemente nabe (鍋?), è un termine giapponese formato dalle parole nabe (鍋? letteralmente: pentola) e mono (物? letteralmente: cose o tipi) che si riferisce allo stile di cottura e preparazione di questo piatto unico, proprio della cucina giapponese.
Il nabemono è considerato una specialità invernale servita in locali simili alle nostre osterie: questi solitamente hanno un ambiente rustico, che riflette le origini del nabemono nelle regioni rurali del Giappone. Viene preparato anche nei ristoranti izakaya, nei locali specializzati in cucina regionale e nelle abitazioni private.

## Lo stile di cucina
Il nabemono coinvolge i commensali nel cucinare assieme sullo stesso tavolo dove si consuma la pietanza ed è un sistema che crea una simpatica atmosfera. Il tavolo è equipaggiato con un fornello portatile ed una pentola nella quale vengono bolliti gli ingredienti.
Le pentole sono tradizionalmente fatte di argilla (土鍋, donabe) o di ferro (鉄鍋, tetsunabe). Le prime sono capaci di trattenere il calore una volta tolte dal fuoco, mentre quelle di ferro diventano molto più calde e sono preferibili per il sukiyaki.
Attorno alla pentola si trovano piatti con vari alimenti crudi (carne, pesce, verdure, salse, frutti di mare ecc.) che vengono presi dai commensali con le hashi (bacchette) ed immersi a cuocere nella pentola, in cui di solito si trova il brodo dashi. Via via che gli alimenti si cuociono, il liquido contenuto nella pentola si restringe ed acquisisce i loro sapori.
Prima di mangiare il boccone, questo può essere intinto in salse differenti a seconda del piatto e dei gusti: salsa di miso, salsa di soia normale o dolcificata, limone, salsa di sesamo, ecc. Il funzionamento del piatto è quindi in qualche modo simile a quello della fonduta.

## Tipologie
Esistono diversi tipi di nabemono, a seconda del tipo di ingredienti usati o della cucina regionale:
- Sukiyaki: sottili strisce di carne (simili al carpaccio) e verdure;
- Shabu-shabu: sottilissime strisce di carne cotte velocemente in brodo acquoso;
- Yose-nabe: verdure e frutti di mare stufati;
- Chiri-nabe: pesce e verdure stufati;
- Tara (chiri)-nabe: merluzzo e verdure stufati;
- Kaki-nabe: ostriche e verdure stufati;
- Dote-nabe: ostriche e verdure stufati con miso, tipico del Chūgoku;
- Mizutaki: pollo e verdure stufati, tipico del Kyūshū;
- Yanagawa-nabe: pesce barometro, radici e uova stufati;
- Dojo-nabe: simile allo yanagawa-nabe;
- Yudofu: tofu cotto in acqua bollente;
- Udon-suki: udon e pesce stufati, tipico del Kansai;
- Anko-nabe: rana pescatrice stufata;
- Kamo-nabe: oca (o pollo selvatico) stufata;
- Suppon-nabe: tartaruga sgusciata stufata;
- Ishikari-nabe: salmone e verdure stufate con miso e burro, piatto tipico di Hokkaidō;
- Sakura-nabe: carne di cavallo stufata;
- Botan-nabe: carne di cinghiale stufata;
- Inoshishi-nabe: simile al botan-nabe.

Un'altra tipologia particolare è il chanko-nabe: uno stufato pesante, tipico dei lottatori di sumo, realizzato con pollo, frutti di mare, patate e verdure, di cui esistono vari tipi a seconda degli ingredienti aggiunti alla base:
- tori-niku: con pollo;
- sakana: con pesce;
- buta-niku: con maiale;
- ebi: con gamberi;
- gyu-niku, con manzo.